# Кацпер Карлссон
Кацпер Рікард Карлссон (швед. Kazper Rikard Karlsson, нар. 21 березня 2005, Гетеборг, Швеція) — шведський футболіст, півзахисник клубу АІК.

## Ігрова кар'єра

### Клубна
Кацпер Карлссон народився у місті Гетеборг і займатися футболом починав в академії місцевого клубу «Геккен». Після чого перейшов до молодіжної команди клубу «Гальмстад». В липні 2021 року футболіст підписав з клубом свій перший професійний контракт і приєднався до перщої команди.
За результатами сезону 2022 року разом з клубом Карлссон посів друге місце в турнірі Супереттан і підвищився до вищого дивізіону. 2 квітня 2023 року у матчі проти столичного АІКа Карлссон дебютував у вищому дивізіоні.
В лютому 2024 року футболіст перейшов до італійської «Болоньї». В складі молодіжної команди «Болоньї» Карлссон виступав у турнірі італійської Прімавери. В січні 2025 року півзахисник повернувся до Швеції, де приєднався до АІКа.

### Збірна
З 2021 року Кацпер Карлссон виступає за юнацькі збірні Швеції.

## Досягнення
Гальмстад
- Переможець Супереттан: 2022

## Особисте життя
Батько Кацпера — Рікард Карлссон в минулому також професійний футболіст, що грав у складі «Геккена».